# Komitet Wojskowy Unii Europejskiej
Komitet Wojskowy Unii Europejskiej (EUMC, ang. European Union Military Committee) – organ Unii Europejskiej działający w ramach Europejskiej Polityki Bezpieczeństwa i Obrony od 9 kwietnia 2001 roku. W jego skład wchodzą szefowie obrony państw członkowskich, na co dzień reprezentowani w Brukseli przez swoich przedstawicieli. Wybrany na przewodniczącego może być tylko generał czterogwiazdkowy. Jest nim obecnie (2023) Austriak gen. Robert Brieger. Organ ten udziela zaleceń Komitetowi Politycznemu i Bezpieczeństwa oraz zapewnia kierownictwo nad Sztabem Wojskowym Unii Europejskiej.

## Przewodniczący
- 2001-2004: gen. Gustav Hägglund, Finlandia
- 2004-2006: gen. Rolando Mosca Moschini, Włochy
- 2006-2009: gen. Henri Bentégeat, Francja
- 2009-2012: gen. Håkan Syrén, Szwecja
- 06.11.2012-06.11.2015: gen. Patrick de Rousiers, Francja
- 06.11.2015-06.11.2018: gen. Mikhail Kostarakos, Grecja
- 06.11.2018-16.05.2022: gen. Claudio Graziano(inne języki), Włochy
- 16.05.2022-: gen. Robert Brieger(inne języki), Austria